# Berlandia
Genre
Synonymes
- Lessertiola Strand, 1929

Berlandia est un genre d'araignées aranéomorphes, de la famille des Sparassidae. 

## Distribution
Les espèces de ce genre se rencontrent en Afrique de l'Est.

## Liste des espèces
Selon World Spider Catalog (version 17.5, 15/01/2017) :
- Berlandia longipes Lessert, 1921
- Berlandia tenebricola Simon & Fage, 1922

## Étymologie
Ce genre a été nommé en l'honneur de l'entomologiste et arachnologiste français Lucien Berland (1888-1962).

## Publication originale
- Lessert, 1921 : Araignées du Kilimandjaro et du Merou (suite). 4. Clubionidae. Revue Suisse de Zoologie, vol. 28, p. 381-442 (texte intégral).